# Gun-Britt Wallin
Gun-Britt Wallin, (gift Neuhaus) född 19 mars 1938 i Sofia församling i Stockholm, död 24 maj 1978 i Skärholmen, var en svensk friidrottare (medeldistans). Hon tävlade för klubben IK Oliv.